# Piscina mirabilis
La Piscina Mirabilis era una cisterna d'aigua dolça de l'època de la Roma Augusta situada en un promontori davant del cap Misenum a l'extrem oest del golf de Nàpols, a la part sud d'Itàlia. És una de les cisternes d'aigua dolça més grans construïdes pels antics romans, situada en un extrem de l'Aqüeducte de Serina per subministrar aigua potable a la Flota Imperial de Miseum (Classis Misenensis) de la Roma occidental en Portus Julius. Aquesta flota és considerada la més imponent de l'Imperi Romà i era la contrapartida naval de la Guàrdia Pretoriana romana. Probablement la Piscina mirabilis va ser construïda l'any 27 aC per Marc Agripa, la mà dreta de l'emperador August, que així mateix va construir el port per albergar la flota.

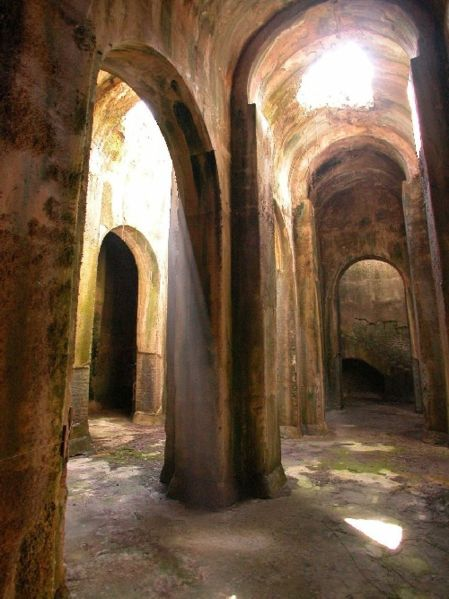
La Piscina Mirabilis

Aquesta reserva d'aigua va ser completament excavada en la tova volcànica de la paret del penya-segat. Té forma rectangular en forma de gran basílica i fa 15 metres d'alçada, 72 metres de llarg i 25 metres d'ample. La seva capacitat o volum era de 12,000 metres cúbics. Estava suportada per sostres de volta i 48 pilars. Es subdividia en cinc llargues naus de quatre fileres de dotze pilastres cruciformes.
Sobre la volta de canó hi ha una terrassa pavimentada amb terra batuda, perforada per obertures quadrades que probablement servien de punts de ventilació. L'entrada era possible mitjançant dues escalinates de quaranta esgraons sostingudes per tres arcs amb els cossos de maó. En el paviment hi havia excavada gairebé de paret a paret, una tina de decantació per recollir els sediments, mentre l'aigua arribava per mitjà d'una conducció col·locada al costat de l'entrada occidental. Al llarg del costat nord-occidental de la construcció s'adossava 12 estades, edificades entre finals del segle i i començaments del segle ii.
L'aqüeducte romà del que s'alimentava, l'aqüeducte de Serina o Aqua Augusta, portava l'aigua de fonts de Serino prop d'Avellino (a 100 quilòmetres de distància) fins a Nàpols. Encara es poden visitar algunes parts de l'antiga cisterna.